# 千葉ロッテマリーンズ 26-0 東北楽天ゴールデンイーグルス
この項目では、2005年3月27日に行われた日本プロ野球 (NPB) ・パシフィック・リーグ（パ・リーグ）公式戦の千葉ロッテマリーンズ対東北楽天ゴールデンイーグルス第2回戦について述べる。この試合はロッテが26対0で勝利し、完封試合としてはNPB史上最大タイの得点差試合となった。

## 試合までの経緯
大阪近鉄バファローズとオリックス・ブルーウェーブ（ともにパ・リーグ球団）の球団合併を発端とする2004年のプロ野球再編問題は、政界・経済界・労働界までをも巻き込む一大騒動に発展した。
「2リーグ12球団制」存続を求める選手会の要求に曖昧な対応を取り、渡邉恒雄（読売ジャイアンツオーナー）や堤義明（西武ライオンズオーナー）ら一部球団オーナーの推し進める「1リーグ8 - 10球団制」への意志も疑われた日本野球機構（NPB機構）の対応に、選手会はファンの後押しも受けてNPB史上初のストライキを決行。結果的にNPB機構も新規球団の参入を認め、新規球団にはライブドアと楽天が名乗りを上げ、最終的には親会社の経営状態がより良好であると判断された楽天が加入を認められた。
こうして合併球団のオリックス・バファローズと、新規参入球団の東北楽天ゴールデンイーグルスが誕生。楽天の初年度の選手は選手分配ドラフトで「合併球団に選ばれなかった」40人、裏金騒動の結果ドラフトの目玉であった一場靖弘を指名することができたドラフト会議で指名した6人、山﨑武司や関川浩一ら所属球団を戦力外となり、自由契約や無償トレードの形で加入したベテラン選手、そして分配ドラフトでオリックスに指名されたものの入団を拒否した前年の最多勝投手・岩隈久志（前近鉄）に新外国人選手を加えた68人であった。監督には田尾安志が招聘された。他球団（とりわけ2球団の主力を揃えた合併球団のオリックス）との戦力の差は歴然であり、開幕前から楽天の苦戦が予想された。
迎えた翌2005年3月26日、開幕戦を勝利で飾りたい楽天は岩隈の1失点完投に打線が応えて3対1で勝利した。観戦に訪れた三木谷浩史オーナーも「136分の1の戦いだけど、これ以上ないスタート。明日も勝って連勝してほしい」と感激しきりであった。

## 試合内容

### 試合経過
ロッテ・渡辺俊介（前年23試合12勝6敗）、楽天・藤﨑紘範（前年1試合0勝0敗）の両先発で試合が始まった。ロッテはこの年のオープン戦で、打率僅か5分と1割にも満たない深刻な不振に陥っていた主砲・李承燁が開幕二軍スタートとなり、開幕戦に引き続き新外国人のヴァル・パスクチが起用された。また2003年最終戦の大怪我から復帰した代田建紀が復帰後初スタメンを飾るなど野手3人を前日から入れ替えた。楽天の先発・藤﨑は前年近鉄所属時にウエスタン・リーグで最優秀勝率のタイトルを獲得しながらオフに自由契約選手となり、分配ドラフトを経ずチームに加入。オープン戦で結果を出して開幕ローテーションを勝ち取った。ルーキーの平石洋介が9番・中堅手でプロ初出場初先発を果たした。
1回表
関川、高須は右飛。川口遊ゴロで三者凡退。
1回裏
小坂が一塁強襲の内野安打、続く西岡の打席で盗塁成功。西岡の右中間への適時三塁打、福浦の犠牲フライでロッテが2点を先制。後続のベニー、フランコは抑えたが、藤﨑は苦しい立ち上がり。
2回表
ロペス中飛、山﨑左飛、磯部投ゴロで三者凡退。
2回裏
パスクチ中安、続く橋本の打席で盗塁を試みるも失敗。橋本中安、今江右安で1死一・三塁、代田は遊ゴロで走者が変わり、2死一・三塁となったところで田尾監督が早くも動き2番手・有銘に交代。しかし小坂中前適時打、西岡の3点本塁打、福浦左安、ベニー・フランコに連続四球で1死も取れないまま4失点し降板。代わった3番手・小倉もパスクチの満塁本塁打、橋本四球、今江左安、代田中安、小坂中前適時打、西岡右前適時打で7失点、この回計11失点。
3回表
酒井三振、藤井三振、平石左飛。この回も渡辺俊の前に三者凡退に終わる。
3回裏
捕手が長坂に、遊撃手が前田に交代。ベニーにソロ本塁打を打たれ、さらに2死満塁のピンチを招くが小坂を二ゴロに抑え、1失点で踏ん張った。
4回表
関川が四球を選び初めての出塁も、高須三振、川口三ゴロ併殺で3人で攻撃終了。
4回裏
4番手・福盛が登板。大島が二塁に入る。2死1塁からフランコに大飛球を打たれるも左翼・関川が好捕し、この試合初めての無失点で終える。
5回表
ロペス三振、山﨑遊ゴロ、磯部二ゴロ。未だノーヒット。
5回裏
5番手・徳元が四球で出した走者を小坂の二ゴロの間に生還され、ノーヒットで1失点。
6回表
前田中飛、続く長坂が中安。チーム初ヒットを放つも平石が二ゴロ併殺に倒れる。
6回裏
徳元が続投。パスクチの適時打、橋本の左越適時打、平下の右中間への適時二塁打と3連続適時打を浴び4失点。
7回表
関川三振、大島三邪飛、川口右飛で三者凡退。
7回裏
6番手・マイエットが登板。フランコに中安を許すもパスクチを三振に打ち取り、4回以来となる無失点。
8回表
ロペス三ゴロ、代打吉岡左直、磯部左飛。4番からの好打順だったが三者凡退に終わる。
8回裏
マイエットが突如乱れ、先頭の橋本から三者連続で四球を与える。渡辺正・西岡の連続適時打、初芝の犠牲フライで4失点、ロッテ球団の持つ1試合最多得点記録の1試合23得点に並ぶ。2死三塁となりフランコの右中間への適時二塁打で生還した西岡が球団記録を更新する24点目のホームを踏み、続くパスクチの2点本塁打で記録は26まで伸びた。
9回表
前田二ゴロ、長坂右飛、平石二ゴロで試合終了。26対0でロッテの勝利。渡辺俊は被安打1・与四球1、この2人のランナーをいずれも併殺でアウトにし打者27人をほぼ完璧に抑える完封勝利。

### 試合結果
|        | 1 | 2  | 3 | 4 | 5 | 6 | 7 | 8 | 9 | R  | H  | E |
| ------ | - | -- | - | - | - | - | - | - | - | -- | -- | - |
| 楽天   | 0 | 0  | 0 | 0 | 0 | 0 | 0 | 0 | 0 | 0  | 1  | 0 |
| ロッテ | 2 | 11 | 1 | 0 | 1 | 4 | 0 | 7 | X | 26 | 24 | 0 |

1. 楽：藤﨑（1回2/3）、有銘（0回0/3）、小倉（1回1/3）、福盛（1回）、徳元（2回）、マイエット（2回）
2. ロ：渡辺俊（9回）
3. 勝利：渡辺俊（1勝）
4. 敗戦：藤﨑（1敗）
5. 本塁打
ロ：西岡1号（2回3点・有銘）、パスクチ1号（2回4点・小倉）・2号（8回2点・マイエット）、ベニー1号（3回1点・小倉）
6. 審判
［球審］林
7. 試合時間：3時間35分
| 楽天 | 楽天   | 楽天     |
| 打順 | 守備   | 選手     |
| ---- | ------ | -------- |
| 1    | [左]   | 関川浩一 |
|      | 中     | 森谷昭仁 |
| 2    | [二]   | 高須洋介 |
|      | 二     | 大島公一 |
| 3    | [一]   | 川口憲史 |
| 4    | [三]   | ロペス   |
|      | 三     | 山下勝己 |
| 5    | [指]   | 山﨑武司 |
|      | 打指   | 吉岡雄二 |
| 6    | [右]   | 礒部公一 |
| 7    | [遊]   | 酒井忠晴 |
|      | 遊     | 前田忠節 |
| 8    | [捕]   | 藤井彰人 |
|      | 捕     | 長坂健冶 |
| 9    | [中]左 | 平石洋介 |

| ロッテ | ロッテ | ロッテ   |
| 打順   | 守備   | 選手     |
| ------ | ------ | -------- |
| 1      | [遊]   | 小坂誠   |
|        | 遊     | 渡辺正人 |
| 2      | [二]   | 西岡剛   |
| 3      | [一]   | 福浦和也 |
|        | 一三   | 初芝清   |
| 4      | [中]   | ベニー   |
|        | 走中   | 大塚明   |
| 5      | [指]   | フランコ |
| 6      | [右]一 | パスクチ |
| 7      | [捕]   | 橋本将   |
| 8      | [三]   | 今江敏晃 |
|        | 右     | 平下晃司 |
| 9      | [左]   | 代田建紀 |

## その後
5失点（自責点）した楽天の有銘・小倉・徳元の3投手は、開幕2試合目にして二軍落ちとなった。開幕2戦目を任された藤﨑もこの試合を含めて5試合の登板にとどまるなど、目立った成績を残せなかった。楽天の田尾監督は「何ともなりませんでした。ファンの方に申し訳ない」「いろいろなことが起きると頭にあったが、想像を超えてしまった」 と試合後の談話コメントを出した。前日は勝利を喜んだ楽天の三木谷オーナーは5回が終了する前に無言で球場を去ったが、後に「分かってはいたものの、やはりショックだった」と当時を振り返っている。対照的にロッテのボビー・バレンタイン監督は試合後「岩隈が投げた時はいいチームだね」と語っている。
4月と8月に11連敗を2度も記録した楽天は、最終的に38勝97敗1分でぶっちぎりの最下位に沈み、監督の田尾は1年目で解任に至った。チーム勝利数の約4分の1の9勝は岩隈が挙げており（15敗）、防御率3点台以下で投げた主力選手が福盛と吉田豊彦のみという惨状で、投手陣を最後まで立て直せないままシーズンを終えた。加えて岩隈は右肩を負傷し、翌年の8月までを棒に振ることとなった。
対照的にロッテはレギュラーシーズンを2位で終え、その後プレーオフ・日本シリーズを制し日本一に輝いている。
ロッテの所属時にこの試合に先発出場し、後に楽天へFA移籍することとなる今江敏晃が後年、「開幕戦で負けた『歴史的1勝』の方が心に残っているんです」とこの試合よりも新球団の初戦となる開幕戦で敗戦したことのショックが大きかったと語った。この試合で満塁本塁打を含む5打数4安打7打点2本塁打と大活躍したパスクチもその後不調に陥り、二軍で好調だった李承燁の一軍昇格と入れ替わる形で二軍へ降格となった。なお、パスクチの再度の一軍昇格は主砲のベニー・アグバヤニの離脱後となった。
今江は楽天で現役を引退した後も、コーチとしてチームに残留。2024年のみ一軍の監督を務めていたが、同年5月21日の対福岡ソフトバンクホークス戦（みずほPayPayドーム福岡）を指揮したところ、チームは0対21というスコアで大敗を喫した。1試合21失点および、相手チームに21点差を付けられての敗戦は、いずれもこの試合以来（球団史上19年振り）である。さらに、会場を京セラドーム大阪に移した翌22日の同カードにも、0対12というスコアで敗れた。2試合通じての33失点は、この試合（26失点）と翌日の試合（6失点）での合計32失点を上回る球団ワースト記録である。